# Raspite
La raspite est un minéral, un tungstate de plomb de formule PbWO4. Il forme des cristaux monocliniques jaunes à brun-jaunâtre. C'est le dimorphe monoclinique basse température de la stolzite tétragonale,.
Il fut découvert en 1897 à Broken Hill, Nouvelle-Galles du Sud en Australie ; il a été nommé d'après Charles Rasp (1846–1907), un prospecteur germano-australien, découvreur du gisement de minerai de Broken Hill.